# Lignes de bus Tisséo de 101 à 403
 (novembre 2021).
Les lignes de bus Tisséo de 101 à 403 constituent une série de 47 lignes que le réseau de transports en commun Tisséo exploite à Toulouse et dans son agglomération. La totalité de ces 47 lignes sont affrétées auprès des quatre entreprises de sous-traitance du réseau Tisséo.

## Description des lignes

### Lignes 101 à 109
| Ligne | Caractéristiques | Caractéristiques                                       | Caractéristiques                                       | Caractéristiques                                       | Caractéristiques                                                                            | Caractéristiques                                       | Caractéristiques                                       | Caractéristiques                                       | Caractéristiques                                       |
| 101   | Balma – Gramont ⥋ Mondouzil Z.A. Les Landes | Balma – Gramont ⥋ Mondouzil Z.A. Les Landes            | Balma – Gramont ⥋ Mondouzil Z.A. Les Landes            | Balma – Gramont ⥋ Mondouzil Z.A. Les Landes            | Balma – Gramont ⥋ Mondouzil Z.A. Les Landes                                                 | Balma – Gramont ⥋ Mondouzil Z.A. Les Landes            | Balma – Gramont ⥋ Mondouzil Z.A. Les Landes            | Balma – Gramont ⥋ Mondouzil Z.A. Les Landes            | Balma – Gramont ⥋ Mondouzil Z.A. Les Landes            |
| ----- | --- | ------------------------------------------------------ | ------------------------------------------------------ | ------------------------------------------------------ | ------------------------------------------------------------------------------------------- | ------------------------------------------------------ | ------------------------------------------------------ | ------------------------------------------------------ | ------------------------------------------------------ |
| 101   | Ouverture / Fermeture 22 juillet 2019 / — | Longueur 9,2 km                                        | Durée 15 min                                           | Nb. d’arrêts 6                                         | Matériel Mercedes Benz Sprinter City 45                                                     | Jours de fonctionnement L, Ma, Me, J, V                | Jour / Soir / Nuit / Fêtes O / N / N / N               | Voy. / an 32 217 (2 024)                               | Exploitant Alcis Flourens                              |
| 101   | Desserte : Balma, Pin-Balma, Montrabé, Mondouzil - Station de métro desservie : Balma – Gramont - Villes et lieux desservis : Balma (Gramont), Pin-Balma (Centre équestre), Montrabé (Collège Paul Cézanne), Mondouzil (Église, ZA Les Landes). |                                                        |                                                        |                                                        |                                                                                             |                                                        |                                                        |                                                        |                                                        |
| 101   | Autre : - Amplitudes horaires : La ligne circule du lundi au vendredi de 6h35 à 20h30. - Arrêts non accessibles aux PMR : Dans les deux sens : Centre Équestre et Collège Montrabé. - Particularités : En soirée, la desserte des arrêts de la ligne 101 est reprise par la ligne 106. - Date de dernière mise à jour : 18 août 2024. |                                                        |                                                        |                                                        |                                                                                             |                                                        |                                                        |                                                        |                                                        |
| 101   | Dernière actualisation : — |                                                        |                                                        |                                                        |                                                                                             |                                                        |                                                        |                                                        |                                                        |
| 102   | Balma – Gramont ⥋ Drémil Stade | Balma – Gramont ⥋ Drémil Stade                         | Balma – Gramont ⥋ Drémil Stade                         | Balma – Gramont ⥋ Drémil Stade                         | Balma – Gramont ⥋ Drémil Stade                                                              | Balma – Gramont ⥋ Drémil Stade                         | Balma – Gramont ⥋ Drémil Stade                         | Balma – Gramont ⥋ Drémil Stade                         | Balma – Gramont ⥋ Drémil Stade                         |
| 102   | Ouverture / Fermeture 22 juillet 2019 / — | Longueur 16,2 km                                       | Durée 29 min                                           | Nb. d’arrêts 31                                        | Matériel Heuliez GX 127 Heuliez GX 137 L Mercedes Benz Sprinter City 45 Isuzu Novociti Life | Jours de fonctionnement L, Ma, Me, J, V, S, D          | Jour / Soir / Nuit / Fêtes O / N / N / O               | Voy. / an 120 609 (2 024)                              | Exploitant Alcis Flourens                              |
| 102   | Desserte : Balma, Pin-Balma, Mons, Drémil-Lafage - Station de métro desservie : Balma – Gramont - Villes et lieux desservis : Balma (Gramont, ZI Prat Gimont), Pin-Balma (Ecole, Mairie), Mons (Ecole, Mairie), Drémil-Lafage (Mairie, Eglise, Stade, Ecole). |                                                        |                                                        |                                                        |                                                                                             |                                                        |                                                        |                                                        |                                                        |
| 102   | Autre : - Amplitudes horaires : La ligne circule du lundi au samedi de 5h30 à 21h et le dimanche et les jours fériés de 6h40 à 21h. - Arrêts non accessibles aux PMR : - Dans les deux sens : Sironis, Busquet, Roubert et Pastelier. - Direction Drémil Stade : Paradoux, Mairie Pin-Balma, Les Hauts de Laganne, Céciré et Vieux Village. - Direction Balma - Gramont : Mairie Mons et Montségur. - Particularités : En soirée, la desserte des arrêts de la ligne 102 est reprise par la ligne 106. - Date de dernière mise à jour : 18 août 2024. |                                                        |                                                        |                                                        |                                                                                             |                                                        |                                                        |                                                        |                                                        |
| 102   | Dernière actualisation : — |                                                        |                                                        |                                                        |                                                                                             |                                                        |                                                        |                                                        |                                                        |
| 103   | Balma – Gramont ⥋ Drémil Le Colombier | Balma – Gramont ⥋ Drémil Le Colombier                  | Balma – Gramont ⥋ Drémil Le Colombier                  | Balma – Gramont ⥋ Drémil Le Colombier                  | Balma – Gramont ⥋ Drémil Le Colombier                                                       | Balma – Gramont ⥋ Drémil Le Colombier                  | Balma – Gramont ⥋ Drémil Le Colombier                  | Balma – Gramont ⥋ Drémil Le Colombier                  | Balma – Gramont ⥋ Drémil Le Colombier                  |
| 103   | Ouverture / Fermeture 22 juillet 2019 / — | Longueur 16,7 km                                       | Durée 37 min                                           | Nb. d’arrêts 29                                        | Matériel Heuliez GX 137 L Mercedes-Benz Citaro C2 K Isuzu Novocity Life Heuliez GX 327      | Jours de fonctionnement L, Ma, Me, J, V, S, D          | Jour / Soir / Nuit / Fêtes O / N / N / O               | Voy. / an 146 518 (2 024)                              | Exploitant Alcis Flourens                              |
| 103   | Desserte : Balma, Pin-Balma, Flourens, Drémil-Lafage - Station de métro desservie : Balma – Gramont - Villes et lieux desservis : Balma (Gramont, ZI Prat-Gimont), Pin-Balma (Clinique du Château d'Aufréry), Flourens (Mairie, Ecole, Eglise Saint-Martin), Drémil-Lafage (Hameau de Lafage). |                                                        |                                                        |                                                        |                                                                                             |                                                        |                                                        |                                                        |                                                        |
| 103   | Autre : - Amplitudes horaires : La ligne circule du lundi au samedi de 5h30 à 21h10 environ et le dimanche et les jours fériés de 6h35 à 21h05. - Arrêts non accessibles aux PMR : - Dans les deux sens : Sironis, Rome, Rebeillou, En Batut et Le Hameau de Lafage. - Direction Drémil Le Colombier : Paradoux, Aufréry et Coupette. - Direction Balma - Gramont : Lancefoc. - Particularités : - Le dimanche et les jours fériés, la ligne 103 dessert l'arrêt Aigrefeuille Chemin du Baric de la ligne 104. - En soirée, la desserte des arrêts de la ligne 103 est reprise par la ligne 106. - Futur : - A compter du 1er septembre 2025, la ligne 103 ne fera plus la desserte de l'arrêt "Cyprié" de la ligne 72. - Date de dernière mise à jour : 27 juillet 2025. |                                                        |                                                        |                                                        |                                                                                             |                                                        |                                                        |                                                        |                                                        |
| 103   | Dernière actualisation : — |                                                        |                                                        |                                                        |                                                                                             |                                                        |                                                        |                                                        |                                                        |
| 104   | Balma Ribaute ⥋ Aigrefeuille Les Clos | Balma Ribaute ⥋ Aigrefeuille Les Clos                  | Balma Ribaute ⥋ Aigrefeuille Les Clos                  | Balma Ribaute ⥋ Aigrefeuille Les Clos                  | Balma Ribaute ⥋ Aigrefeuille Les Clos                                                       | Balma Ribaute ⥋ Aigrefeuille Les Clos                  | Balma Ribaute ⥋ Aigrefeuille Les Clos                  | Balma Ribaute ⥋ Aigrefeuille Les Clos                  | Balma Ribaute ⥋ Aigrefeuille Les Clos                  |
| 104   | Ouverture / Fermeture 22 juillet 2019 / — | Longueur 7,3 km                                        | Durée 20 min                                           | Nb. d’arrêts 11                                        | Matériel Mercedes Benz Sprinter City 45                                                     | Jours de fonctionnement L, Ma, Me, J, V, S             | Jour / Soir / Nuit / Fêtes O / N / N / N               | Voy. / an 18 548 (2 024)                               | Exploitant Alcis Flourens                              |
| 104   | Desserte : Balma, Quint-Fonsegrives, Aigrefeuille - Arrêt de bus structurant desservi : Balma Ribaute L1 - Villes et lieux desservis : Balma (Ribaute), Quint-Fonsegrives (Centre, Stade Guy Borrel, Collège Elisabeth Badinter), Aigrefeuille (Mairie, Chemin du Baric). |                                                        |                                                        |                                                        |                                                                                             |                                                        |                                                        |                                                        |                                                        |
| 104   | Autre : - Amplitudes horaires : La ligne circule du lundi au vendredi de 6h10 à 21h31 et le samedi de 09h55 à 20h55. Elle ne circule pas le dimanche et les jours fériés. - Arrêts non accessibles aux PMR : - Dans les deux sens : Mairie Aigrefeuille. - Direction Aigrefeuille Chemin du Baric : Pyrénées et Terrefort. - Particularités : - Le dimanche et les jours fériés, la ligne 103 dessert l'arrêt Aigrefeuille Chemin du Baric de la ligne 104. - En soirée, la desserte des arrêts de la ligne 104 est reprise par la ligne 106. - Depuis le 2 septembre 2024, la ligne 104 est prolongée jusqu'à son terminus Aigrefeuille Les Clos. Elle dessert toujours l'arrêt Aigrefeuille Chemin du Baric - Date de dernière mise à jour : 27 juillet 2025. |                                                        |                                                        |                                                        |                                                                                             |                                                        |                                                        |                                                        |                                                        |
| 104   | Dernière actualisation : — |                                                        |                                                        |                                                        |                                                                                             |                                                        |                                                        |                                                        |                                                        |
| 106   | Balma – Gramont ⥋ desserte de l'Est de l'agglomération | Balma – Gramont ⥋ desserte de l'Est de l'agglomération | Balma – Gramont ⥋ desserte de l'Est de l'agglomération | Balma – Gramont ⥋ desserte de l'Est de l'agglomération | Balma – Gramont ⥋ desserte de l'Est de l'agglomération                                      | Balma – Gramont ⥋ desserte de l'Est de l'agglomération | Balma – Gramont ⥋ desserte de l'Est de l'agglomération | Balma – Gramont ⥋ desserte de l'Est de l'agglomération | Balma – Gramont ⥋ desserte de l'Est de l'agglomération |
| 106   | Ouverture / Fermeture 22 juillet 2019 / — | Longueur —                                             | Durée —                                                | Nb. d’arrêts 120                                       | Matériel Mercedes Benz Sprinter City 45                                                     | Jours de fonctionnement L, Ma, Me, J, V, S, D          | Jour / Soir / Nuit / Fêtes N / O / N / O               | Voy. / an 14 833 (2 024)                               | Exploitant Alcis Flourens                              |
| 106   | Desserte : Aigrefeuille, Balma, Drémil-Lafage, Flourens, Mondouzil, Mons, Pin-Balma, Quint-Fonsegrives - Station de métro desservie : Balma – Gramont |                                                        |                                                        |                                                        |                                                                                             |                                                        |                                                        |                                                        |                                                        |
| 106   | Autre : - Amplitude horaire : la ligne circule du lundi au dimanche de 21h30 à 00h30 avec un départ toutes les heures depuis la station Balma-Gramont. - Particularités : - La ligne ne circule pas en direction de Balma-Gramont. - La ligne 106 dessert les arrêts des lignes 101102103104107 ainsi que les arrêts des lignes L151728384 situés sur les communes de Balma et Quint-Fonsegrives. - Cette ligne n'est pas un TAD, or elle reprend le principe de ligne zonale : en montant au terminus Balma Gramont, les voyageurs doivent communiquer au conducteur l'arrêt où ils souhaitent se rendre. - Histoire : La ligne 106 était depuis le 13 mai 2004 une ligne de TAD. En raison d'une augmentation régulière de sa fréquentation, elle a été divisée en 4 lignes régulières : 101102103104 le 22 juillet 2019. - Date de dernière mise à jour : 27 juillet 2025. |                                                        |                                                        |                                                        |                                                                                             |                                                        |                                                        |                                                        |                                                        |
| 106   | Dernière actualisation : — |                                                        |                                                        |                                                        |                                                                                             |                                                        |                                                        |                                                        |                                                        |
| 107   | Drémil Stade ⥋ Fonsegrives Entiore | Drémil Stade ⥋ Fonsegrives Entiore                     | Drémil Stade ⥋ Fonsegrives Entiore                     | Drémil Stade ⥋ Fonsegrives Entiore                     | Drémil Stade ⥋ Fonsegrives Entiore                                                          | Drémil Stade ⥋ Fonsegrives Entiore                     | Drémil Stade ⥋ Fonsegrives Entiore                     | Drémil Stade ⥋ Fonsegrives Entiore                     | Drémil Stade ⥋ Fonsegrives Entiore                     |
| 107   | Ouverture / Fermeture 2 novembre 2020 / — | Longueur 11,9 km                                       | Durée 25 min                                           | Nb. d’arrêts 19                                        | Matériel Mercedes Benz Sprinter City 45 Heuliez GX 127 Heuliez GX 137 L                     | Jours de fonctionnement L, Ma, Me, J, V                | Jour / Soir / Nuit / Fêtes O / N / N / N               | Voy. / an 8 518 (2 024)                                | Exploitant Alcis Flourens                              |
| 107   | Desserte : Drémil-Lafage, Flourens, Quint-Fonsegrives - Arrêts de bus structurants desservis : Fonsegrives Entiore L1 • Clinique La Croix du Sud L1 - Villes et lieux desservis : Drémil-Lafage (Mairie, Eglise, Stade, Ecole), Flourens (Mairie, Ecole, Eglise Saint-Martin), Quint-Fonsegrives (Centre, Groupe scolaire Jean-Marie Fériol) |                                                        |                                                        |                                                        |                                                                                             |                                                        |                                                        |                                                        |                                                        |
| 107   | Autre : - Amplitudes horaires : La ligne circule du lundi au vendredi de 7h30 à 20h15, hors vacances scolaires. - Arrêts non accessibles aux PMR : - Dans les deux sens : Collège Flourens et En Batut. - Direction Drémil Stade : Pyrénées et Coupette. - Direction Fonsegrives Entiore : Montségur. - Particularités : En soirée, la desserte des arrêts de la ligne 107 est reprise par la ligne 106. - Date de dernière mise à jour : 18 août 2024. |                                                        |                                                        |                                                        |                                                                                             |                                                        |                                                        |                                                        |                                                        |
| 107   | Dernière actualisation : — |                                                        |                                                        |                                                        |                                                                                             |                                                        |                                                        |                                                        |                                                        |
| 109   | Malepère ⥋ Castanet-Tolosan | Malepère ⥋ Castanet-Tolosan                            | Malepère ⥋ Castanet-Tolosan                            | Malepère ⥋ Castanet-Tolosan                            | Malepère ⥋ Castanet-Tolosan                                                                 | Malepère ⥋ Castanet-Tolosan                            | Malepère ⥋ Castanet-Tolosan                            | Malepère ⥋ Castanet-Tolosan                            | Malepère ⥋ Castanet-Tolosan                            |
| 109   | Ouverture / Fermeture 5 septembre 2011 / — | Longueur 11,5 km                                       | Durée 26 min                                           | Nb. d’arrêts 30                                        | Matériel Heuliez GX 137 L                                                                   | Jours de fonctionnement L, Ma, Me, J, V, S             | Jour / Soir / Nuit / Fêtes O / N / N / N               | Voy. / an 172 392 (2 024)                              | Exploitant Alcis Castanet                              |
| 109   | Desserte : Toulouse, Saint-Orens-de-Gameville, Labège, Castanet-Tolosan - Arrêts de bus structurants desservis : Malepère L9 • Castanet-Tolosan L6 - Gare desservie : Gare de Labège-Innopole (TER Occitanie) - Villes et lieux desservis : Toulouse (Malepère), Saint-Orens-de-Gameville (Avenue de Toulouse, Salle Altigone), Labège (Innopole, Cinéma Occitane), Castanet-Tolosan. |                                                        |                                                        |                                                        |                                                                                             |                                                        |                                                        |                                                        |                                                        |
| 109   | Autre : - Amplitudes horaires : La ligne circule du lundi au samedi de 5h55 à 21h20 et le samedi de 6h à 21h05. Elle ne circule pas le dimanche et les jours fériés. - Arrêts non accessibles aux PMR : Dans les deux sens : L'Écrin. - Futur : - A compter du 1er septembre 2025, avec l'arrivée du futur Linéo 7, la ligne 109 sera prolongée de son terminus Malepère jusqu'à Balma Ribaute en suivant le trajet de la ligne 83. - Date de dernière mise à jour : 27 juillet 2025. |                                                        |                                                        |                                                        |                                                                                             |                                                        |                                                        |                                                        |                                                        |
| 109   | Dernière actualisation : — |                                                        |                                                        |                                                        |                                                                                             |                                                        |                                                        |                                                        |                                                        |

### Ligne 121 à 126
| Ligne | Caractéristiques | Caractéristiques                                   | Caractéristiques                                   | Caractéristiques                                   | Caractéristiques                                   | Caractéristiques                                   | Caractéristiques                                   | Caractéristiques                                   | Caractéristiques                                   |
| 121   | Ligne 121 | Ligne 121                                          | Ligne 121                                          | Ligne 121                                          | Ligne 121                                          | Ligne 121                                          | Ligne 121                                          | Ligne 121                                          | Ligne 121                                          |
| 121   | Tournefeuille Les Chênes ⥋ La Salvetat Apouticayre | Tournefeuille Les Chênes ⥋ La Salvetat Apouticayre | Tournefeuille Les Chênes ⥋ La Salvetat Apouticayre | Tournefeuille Les Chênes ⥋ La Salvetat Apouticayre | Tournefeuille Les Chênes ⥋ La Salvetat Apouticayre | Tournefeuille Les Chênes ⥋ La Salvetat Apouticayre | Tournefeuille Les Chênes ⥋ La Salvetat Apouticayre | Tournefeuille Les Chênes ⥋ La Salvetat Apouticayre | Tournefeuille Les Chênes ⥋ La Salvetat Apouticayre |
| ----- | --- | -------------------------------------------------- | -------------------------------------------------- | -------------------------------------------------- | -------------------------------------------------- | -------------------------------------------------- | -------------------------------------------------- | -------------------------------------------------- | -------------------------------------------------- |
| 121   | Ouverture / Fermeture 30 août 2021 / — | Longueur 10 km                                     | Durée 25 min                                       | Nb. d’arrêts 24                                    | Matériel Iveco Daily GNC                           | Jours de fonctionnement L, Ma, Me, J, V            | Jour / Soir / Nuit / Fêtes O / N / N / N           | Voy. / an 46 671 (2 024)                           | Exploitant Négoti Plaisance                        |
| 121   | Desserte : Tournefeuille, Plaisance-du-Touch, La Salvetat-Saint-Gilles - Arrêt de bus structurant desservi : Tournefeuille Les Chênes L3. - Lieux desservis : Tournefeuille (Mairie, Chemin de la Peyrette), La Salvetat-Saint-Gilles (Mairie, Stade de rugby, Gymnase Apouticayre, Collège Galilée). |                                                    |                                                    |                                                    |                                                    |                                                    |                                                    |                                                    |                                                    |
| 121   | Autre : - Amplitudes horaires : La ligne circule du lundi au vendredi de 6h25 à 20h. - Arrêts non accessibles aux PMR : Tous les arrêts de cette ligne sont accessibles. - Date de dernière mise à jour : 27 septembre 2023.                                                                          |                                                    |                                                    |                                                    |                                                    |                                                    |                                                    |                                                    |                                                    |
| 121   | Dernière actualisation : — |                                                    |                                                    |                                                    |                                                    |                                                    |                                                    |                                                    |                                                    |
| 126   | Ligne 126 | Ligne 126                                          | Ligne 126                                          | Ligne 126                                          | Ligne 126                                          | Ligne 126                                          | Ligne 126                                          | Ligne 126                                          | Ligne 126                                          |
| 126   | Borderouge ⥋ Condorcet |                                                    |                                                    |                                                    |                                                    |                                                    |                                                    |                                                    |                                                    |
| 126   | Ouverture / Fermeture 2 septembre 2024 / 30 août 2025 | Longueur —                                         | Durée 5-15 min                                     | Nb. d’arrêts 7                                     | Matériel Man Lion's City 12 G                      | Jours de fonctionnement L, Ma, Me, J, V, S         | Jour / Soir / Nuit / Fêtes O / N / N / N           | Voy. / an 49 029 (2 024)                           | Dépôt Transdev Occitanie Ouest                     |
| 126   | Desserte : Toulouse, Launaguet - Station de métro desservie : Borderouge - Villes et lieux desservis : Toulouse (Borderouge, Grand Selve), Launaguet (Les Sables) |                                                    |                                                    |                                                    |                                                    |                                                    |                                                    |                                                    |                                                    |
| 126   | Autre : - Histoire : - Depuis le 2 septembre 2024, la ligne de bus 126 reprend la desserte des arrêts entre Borderouge et Condorcet de la ligne de bus 26 les arrêts "Las Clotos", "Carnot" restent non desservis.                                                                                    |                                                    |                                                    |                                                    |                                                    |                                                    |                                                    |                                                    |                                                    |
| 126   | Dernière actualisation : 3 juillet 2025 |                                                    |                                                    |                                                    |                                                    |                                                    |                                                    |                                                    |                                                    |

### Lignes 130 à 132
| Ligne | Caractéristiques | Caractéristiques                                            | Caractéristiques                                            | Caractéristiques                                            | Caractéristiques                                            | Caractéristiques                                            | Caractéristiques                                            | Caractéristiques                                            | Caractéristiques                                            |
| 130   | Andromède - Lycée ⥋ Fenouillet Centre Commercial Entrée Sud | Andromède - Lycée ⥋ Fenouillet Centre Commercial Entrée Sud | Andromède - Lycée ⥋ Fenouillet Centre Commercial Entrée Sud | Andromède - Lycée ⥋ Fenouillet Centre Commercial Entrée Sud | Andromède - Lycée ⥋ Fenouillet Centre Commercial Entrée Sud | Andromède - Lycée ⥋ Fenouillet Centre Commercial Entrée Sud | Andromède - Lycée ⥋ Fenouillet Centre Commercial Entrée Sud | Andromède - Lycée ⥋ Fenouillet Centre Commercial Entrée Sud | Andromède - Lycée ⥋ Fenouillet Centre Commercial Entrée Sud |
| ----- | --- | ----------------------------------------------------------- | ----------------------------------------------------------- | ----------------------------------------------------------- | ----------------------------------------------------------- | ----------------------------------------------------------- | ----------------------------------------------------------- | ----------------------------------------------------------- | ----------------------------------------------------------- |
| 130   | Ouverture / Fermeture 31 août 2020 / — | Longueur 13,7 km                                            | Durée 28 min                                                | Nb. d’arrêts 19                                             | Matériel Heuliez GX 327 Man Lion's City 12 G                | Jours de fonctionnement L, Ma, Me, J, V                     | Jour / Soir / Nuit / Fêtes O / N / N / N                    | Voy. / an 34 904 (2 024)                                    | Exploitant Verbus Colomiers                                 |
| 130   | Desserte : Blagnac, Beauzelle, Seilh, Gagnac-sur-Garonne, Lespinasse, Saint-Alban, Fenouillet - Stations de tramway desservies : Andromède - Lycée • Aéroconstellation - Ville et lieux desservis : Blagnac Lycée Saint-Exupéry, Aéroconstellation), Beauzelle (ZAC Andromède),Seilh (Les Tricheries, Golf de Toulouse-Seilh), Gagnac-sur-Garonne (La Hire), Lespinasse (L'Oustalet, Les Vitarelles), Saint-Alban (Z.I du Terroir, Bergeron), Fenouillet (Centre Commercial Espace Fenouillet). |                                                             |                                                             |                                                             |                                                             |                                                             |                                                             |                                                             |                                                             |
| 130   | Autre : - Amplitudes horaires : La ligne circule du lundi au vendredi de 6h55 à 10h05 et de 16h05 à 19h28, avec un départ à 12h15 (uniquement le mercredi) en direction de Fenouillet centre commercial. Elle ne fonctionne pas en dehors des heures de pointe, le week-end et l'été. En dehors de ses horaires de passage la desserte est assurée par le 120 dans la commune de Seilh. - Arrêts non accessibles aux PMR : - Dans les deux sens : Rond-Point du Golf et Palombe Colombe. - Direction Fenouillet Centre Commercial Entrée Sud : Les Vitarelles et Terroir 1. - Direction Andromède-Lycée : Rempart et Sers. - Particularité : Certains départs s'effectuent depuis ou à destination de l'arrêt Beldou, en ne desservant pas les arrêts entre Avenir et Fenouillet Centre Commercial Entrée Sud. - Histoire : Avant sa création le 31 août 2020, la ligne 130 était une partie de la ligne 30. - Date de dernière mise à jour : 27 septembre 2023. |                                                             |                                                             |                                                             |                                                             |                                                             |                                                             |                                                             |                                                             |
| 130   | Dernière actualisation : 23 mars 2025 |                                                             |                                                             |                                                             |                                                             |                                                             |                                                             |                                                             |                                                             |
| 131   | Saint Alban Salvador Allende ⥋ Bruguières Gutenberg | Saint Alban Salvador Allende ⥋ Bruguières Gutenberg         | Saint Alban Salvador Allende ⥋ Bruguières Gutenberg         | Saint Alban Salvador Allende ⥋ Bruguières Gutenberg         | Saint Alban Salvador Allende ⥋ Bruguières Gutenberg         | Saint Alban Salvador Allende ⥋ Bruguières Gutenberg         | Saint Alban Salvador Allende ⥋ Bruguières Gutenberg         | Saint Alban Salvador Allende ⥋ Bruguières Gutenberg         | Saint Alban Salvador Allende ⥋ Bruguières Gutenberg         |
| 131   | Ouverture / Fermeture 29 août 2022 / — | Longueur 4,3 km                                             | Durée 20 min                                                | Nb. d’arrêts 11                                             | Matériel Mercedes Benz Sprinter City 45                     | Jours de fonctionnement L, Ma, Me, J, V                     | Jour / Soir / Nuit / Fêtes O / N / N / N                    | Voy. / an 12 812 (2 024)                                    | Exploitant Transdev Occitanie Ouest Toulouse                |
| 131   | Desserte : Saint Alban, Lespinasse, Bruguières - Arrêt de bus structurant desservi : Saint-Alban Salvador Allende L10 - Villes et lieux desservis : Saint-Alban (ZI Terroir), Bruguières (ZI Petit Paradis, ZI Euro-Nord). |                                                             |                                                             |                                                             |                                                             |                                                             |                                                             |                                                             |                                                             |
| 131   | Autre : - Amplitudes horaires : La ligne circule du lundi au vendredi de 6h30 à 9h50 et de 16h30 à 19h50. Elle ne circule pas en dehors des heures de pointe, les samedis, les dimanches et les jours fériés. - Arrêts non accessibles aux PMR : Indéterminé. - Particularités : La ligne 131 était jusqu'à présent appelée Navette Euro-Nord. Elle relie les différentes Zones Industrielles, à l'ouest de Saint Alban et de Bruguières, au Linéo 10, à l'arrêt Saint Alban Salvador Allende. - Date de dernière mise à jour : 27 septembre 2023. |                                                             |                                                             |                                                             |                                                             |                                                             |                                                             |                                                             |                                                             |
| 131   | Dernière actualisation : — |                                                             |                                                             |                                                             |                                                             |                                                             |                                                             |                                                             |                                                             |
| 132   | Sept Deniers - Salvador Dali ⥋ Pôle | Sept Deniers - Salvador Dali ⥋ Pôle                         | Sept Deniers - Salvador Dali ⥋ Pôle                         | Sept Deniers - Salvador Dali ⥋ Pôle                         | Sept Deniers - Salvador Dali ⥋ Pôle                         | Sept Deniers - Salvador Dali ⥋ Pôle                         | Sept Deniers - Salvador Dali ⥋ Pôle                         | Sept Deniers - Salvador Dali ⥋ Pôle                         | Sept Deniers - Salvador Dali ⥋ Pôle                         |
| 132   | Ouverture / Fermeture 29 août 2022 / — | Longueur 2,8 km                                             | Durée 10 min                                                | Nb. d’arrêts 7                                              | Matériel Mercedes Benz Sprinter City 45                     | Jours de fonctionnement L, Ma, Me, J, V                     | Jour / Soir / Nuit / Fêtes O / N / N / N                    | Voy. / an 4 409 (2 024)                                     | Exploitant Transdev Occitanie Ouest Toulouse                |
| 132   | Desserte : Toulouse - Arrêt de bus structurant desservi : Sept Deniers - Salvador Dali L1 - Villes et lieux desservis : Toulouse (ZI de Sesquières, Ginestous) |                                                             |                                                             |                                                             |                                                             |                                                             |                                                             |                                                             |                                                             |
| 132   | Autre : - Amplitudes horaires : La ligne circule du lundi au vendredi de 6h30 à 9h45 et de 16h30 à 19h45. Elle ne circule pas en dehors des heures de pointe, les samedis, les dimanches et les jours fériés. - Arrêts non accessibles aux PMR : Tous les arrêts de cette ligne sont accessibles. - Particularités : La ligne 132 est une ligne qui a pour but de relier la Zone Industrielle de Sesquières et le quartier des Ginestous au Linéo 1, tout en renforçant la desserte actuelle de la ligne 110. - Date de dernière mise à jour : 27 septembre 2023. |                                                             |                                                             |                                                             |                                                             |                                                             |                                                             |                                                             |                                                             |
| 132   | Dernière actualisation : — |                                                             |                                                             |                                                             |                                                             |                                                             |                                                             |                                                             |                                                             |

### Lignes 150 à 152
| Ligne | Caractéristiques | Caractéristiques                                                                 | Caractéristiques                                                                 | Caractéristiques                                                                 | Caractéristiques                                                                 | Caractéristiques                                                                 | Caractéristiques                                                                 | Caractéristiques                                                                 | Caractéristiques                                                                 |
| 150   | (Circulaire) Colomiers Gare SNCF ⥋ Colomiers Gare SNCF par desserte de Colomiers | (Circulaire) Colomiers Gare SNCF ⥋ Colomiers Gare SNCF par desserte de Colomiers | (Circulaire) Colomiers Gare SNCF ⥋ Colomiers Gare SNCF par desserte de Colomiers | (Circulaire) Colomiers Gare SNCF ⥋ Colomiers Gare SNCF par desserte de Colomiers | (Circulaire) Colomiers Gare SNCF ⥋ Colomiers Gare SNCF par desserte de Colomiers | (Circulaire) Colomiers Gare SNCF ⥋ Colomiers Gare SNCF par desserte de Colomiers | (Circulaire) Colomiers Gare SNCF ⥋ Colomiers Gare SNCF par desserte de Colomiers | (Circulaire) Colomiers Gare SNCF ⥋ Colomiers Gare SNCF par desserte de Colomiers | (Circulaire) Colomiers Gare SNCF ⥋ Colomiers Gare SNCF par desserte de Colomiers |
| ----- | --- | -------------------------------------------------------------------------------- | -------------------------------------------------------------------------------- | -------------------------------------------------------------------------------- | -------------------------------------------------------------------------------- | -------------------------------------------------------------------------------- | -------------------------------------------------------------------------------- | -------------------------------------------------------------------------------- | -------------------------------------------------------------------------------- |
| 150   | Ouverture / Fermeture 29 août 2016 / — | Longueur 11 km                                                                   | Durée 25 min                                                                     | Nb. d’arrêts 26                                                                  | Matériel Heuliez GX 327 Heuliez GX 137 L Man Lion's City 12 G                    | Jours de fonctionnement L, Ma, Me, J, V, S                                       | Jour / Soir / Nuit / Fêtes O / N / N / N                                         | Voy. / an 91 129 (2 024)                                                         | Exploitant Verbus Colomiers                                                      |
| 150   | Desserte : Colomiers - Gares desservies : Gare de Colomiers , (TER Occitanie) • Gare de Colomiers-Lycée International (TER Occitanie) - Arrêts de bus structurants desservis : Colomiers Gare SNCF L2 • Colomiers Lycée International L2 - Ville et lieux desservis : Colomiers (En Sigal, Lycée Victor Hugo, Cimetière, Mairie). |                                                                                  |                                                                                  |                                                                                  |                                                                                  |                                                                                  |                                                                                  |                                                                                  |                                                                                  |
| 150   | Autre : - Amplitudes horaires : La ligne circule du lundi au vendredi de 6h15 à 20h45 et le samedi de 7h15 à 19h30. Elle ne circule pas le dimanche et les jours fériés. - Arrêts non accessibles aux PMR : Tous les arrêts de cette ligne sont accessibles. - Particularités : - La ligne effectue une boucle autour de Colomiers et circule uniquement dans le sens des aiguilles d'une montre (en passant premièrement par l'arrêt Maire Colomiers). - Histoire : - En 2016, la ligne 150 a été créée pour remplacer l'ancien réseau Bus Colomiers. - Jusqu'au 3 Janvier 2022 : - La ligne 150 circulait dans les deux sens. - Il existait deux circuits représentant les deux sens de la ligne : le circuit 1 effectuait le trajet dans le sens des aiguilles d'une montre, le circuit 2 effectuait le trajet dans le sens inverse des aiguilles d'une montre (aujourd'hui celui de la ligne 151). - L'itinéraire de la ligne 150 passait par le centre de Colomiers (par l'arrêt Salle Gascogne et dont les arrêts ont été repris par la ligne 32) et sans desservir la ZI En Jacca. - Date de dernière mise à jour : 27 septembre 2023. |                                                                                  |                                                                                  |                                                                                  |                                                                                  |                                                                                  |                                                                                  |                                                                                  |                                                                                  |
| 150   | Dernière actualisation : — |                                                                                  |                                                                                  |                                                                                  |                                                                                  |                                                                                  |                                                                                  |                                                                                  |                                                                                  |
| 151   | (Circulaire) Colomiers Gare SNCF ⥋ Colomiers Gare SNCF par desserte de Colomiers | (Circulaire) Colomiers Gare SNCF ⥋ Colomiers Gare SNCF par desserte de Colomiers | (Circulaire) Colomiers Gare SNCF ⥋ Colomiers Gare SNCF par desserte de Colomiers | (Circulaire) Colomiers Gare SNCF ⥋ Colomiers Gare SNCF par desserte de Colomiers | (Circulaire) Colomiers Gare SNCF ⥋ Colomiers Gare SNCF par desserte de Colomiers | (Circulaire) Colomiers Gare SNCF ⥋ Colomiers Gare SNCF par desserte de Colomiers | (Circulaire) Colomiers Gare SNCF ⥋ Colomiers Gare SNCF par desserte de Colomiers | (Circulaire) Colomiers Gare SNCF ⥋ Colomiers Gare SNCF par desserte de Colomiers | (Circulaire) Colomiers Gare SNCF ⥋ Colomiers Gare SNCF par desserte de Colomiers |
| 151   | Ouverture / Fermeture 3 janvier 2022 / — | Longueur 11 km                                                                   | Durée 25 min                                                                     | Nb. d’arrêts 26                                                                  | Matériel Heuliez GX 327 Heuliez GX 137 L Man Lion's City 12 G                    | Jours de fonctionnement L, Ma, Me, J, V, S                                       | Jour / Soir / Nuit / Fêtes O / N / N / N                                         | Voy. / an 94 084 (2 024)                                                         | Exploitant Verbus Colomiers                                                      |
| 151   | Desserte : Colomiers - Gares desservies : Gare de Colomiers , (TER Occitanie) • Gare de Colomiers-Lycée International (TER Occitanie) - Arrêts de bus structurants desservis : Colomiers Gare SNCF L2 • Colomiers Lycée International L2 - Ville et lieux desservis : Colomiers (En Sigal, Lycée International de Colomiers, Cimetière, Mairie). |                                                                                  |                                                                                  |                                                                                  |                                                                                  |                                                                                  |                                                                                  |                                                                                  |                                                                                  |
| 151   | Autre : - Amplitudes horaires : La ligne circule du lundi au vendredi de 6h15 à 20h45 et le samedi de 7h15 à 19h30. Elle ne circule pas le dimanche et les jours fériés. - Arrêts non accessibles aux PMR : Tous les arrêts de cette ligne sont accessibles. - Particularités : - La ligne effectue une boucle autour de Colomiers et circule uniquement dans le sens inverse des aiguilles d'une montre (en passant premièrement par l'arrêt Médiathèque Pavillon Blanc). - La ligne est créée pour répondre au problème de confusion par rapport au fait que la ligne 150 possédait 2 Circuits (différenciés selon le sens de circulation des bus sur la ligne) ainsi que dans une volonté de simplification de la desserte de Colomiers. - Date de dernière mise à jour : 27 septembre 2023. |                                                                                  |                                                                                  |                                                                                  |                                                                                  |                                                                                  |                                                                                  |                                                                                  |                                                                                  |
| 151   | Dernière actualisation : — |                                                                                  |                                                                                  |                                                                                  |                                                                                  |                                                                                  |                                                                                  |                                                                                  |                                                                                  |
| 152   | Empalot ⥋ IUC | Empalot ⥋ IUC                                                                    | Empalot ⥋ IUC                                                                    | Empalot ⥋ IUC                                                                    | Empalot ⥋ IUC                                                                    | Empalot ⥋ IUC                                                                    | Empalot ⥋ IUC                                                                    | Empalot ⥋ IUC                                                                    | Empalot ⥋ IUC                                                                    |
| 152   | Ouverture / Fermeture 2 décembre 2019 / — | Longueur 6 km                                                                    | Durée 20 min                                                                     | Nb. d’arrêts 18                                                                  | Matériel Iveco Urbanway 12 GNC                                                   | Jours de fonctionnement L, Ma, Me, J, V                                          | Jour / Soir / Nuit / Fêtes O / N / N / N                                         | Voy. / an 126 322 (2 024)                                                        | Exploitant Négoti Plaisance                                                      |
| 152   | Desserte : Toulouse - Stations de métro / tramway / téléphérique desservies : Empalot • Croix de Pierre • Oncopole - Lise Enjalbert - Ville et lieux desservis : Toulouse (Empalot, Stadium, Piscine Nakache, Croix de Pierre, Barrière de Muret, Lycée Gallieni, Langlade, Hôpital Marchant, Oncopole, Institut universitaire du cancer). |                                                                                  |                                                                                  |                                                                                  |                                                                                  |                                                                                  |                                                                                  |                                                                                  |                                                                                  |
| 152   | Autre : - Amplitudes horaires : La ligne circule du lundi au vendredi hors vacances scolaires de 7h25 à 9h35 et de 16h à 18h55. Du lundi au vendredi pendant les vacances scolaires de 6h55 à 9h15 et de 15h55 à 18h55. - Arrêt non accessible aux PMR : Tous les arrêts de cette ligne sont accessibles. - Futur : À compter du 1er septembre 2025, la ligne de bus 152 est de nouveau exploiter par Tisséo et affecté au dépôt de Langlade - Particularités : La ligne circule en complément de la ligne L5, afin de renforcer la desserte de l'Oncopole et du Lycée Gallieni aux heures de pointe. - Date de dernière mise à jour : 27 septembre 2023. |                                                                                  |                                                                                  |                                                                                  |                                                                                  |                                                                                  |                                                                                  |                                                                                  |                                                                                  |
| 152   | Dernière actualisation : — |                                                                                  |                                                                                  |                                                                                  |                                                                                  |                                                                                  |                                                                                  |                                                                                  |                                                                                  |

### Ligne 169
| Ligne | Caractéristiques | Caractéristiques             | Caractéristiques             | Caractéristiques             | Caractéristiques                             | Caractéristiques                        | Caractéristiques                         | Caractéristiques             | Caractéristiques                             |
| 169   | La Vache ⥋ Bruguières Mairie | La Vache ⥋ Bruguières Mairie | La Vache ⥋ Bruguières Mairie | La Vache ⥋ Bruguières Mairie | La Vache ⥋ Bruguières Mairie                 | La Vache ⥋ Bruguières Mairie            | La Vache ⥋ Bruguières Mairie             | La Vache ⥋ Bruguières Mairie | La Vache ⥋ Bruguières Mairie                 |
| ----- | --- | ---------------------------- | ---------------------------- | ---------------------------- | -------------------------------------------- | --------------------------------------- | ---------------------------------------- | ---------------------------- | -------------------------------------------- |
| 169   | Ouverture / Fermeture 22 avril 2024 / — | Longueur 12,1 km             | Durée 30 min                 | Nb. d’arrêts 25              | Matériel Heuliez GX 327 Man Lion's City 12 G | Jours de fonctionnement L, Ma, Me, J, V | Jour / Soir / Nuit / Fêtes O / N / N / N | Voy. / an 59 274 (2 024)     | Exploitant Transdev Occitanie Ouest Toulouse |
| 169   | Desserte : Toulouse, Aucamville, Saint-Alban, Bruguières - Station de métro desservie : La Vache - Villes et lieux desservis : Toulouse (Barrière-de-Paris, Grand Marché MIN Toulouse Occitanie, Lalande), Aucamville (Collège les Violettes, Eglise, Mairie, Mariel), Saint-Alban (Ecole Jean Jaurès, Mairie), Bruguières (Complexe Sportif, Mairie).                                           |                              |                              |                              |                                              |                                         |                                          |                              |                                              |
| 169   | Autre : - Amplitudes horaires : La ligne circule du lundi au vendredi de 7h10 à 20h30.Elle ne circule pas le week-end et les jours fériés. - Arrêts non accessibles aux PMR : - Dans les deux sens : Pont Rouge et Coubertin. - Direction La Vache : Gamouna. - Histoire : Jusqu'au 22 avril 2024, la ligne 169 était une partie de la ligne 69. - Date de dernière mise à jour : 21 avril 2024. |                              |                              |                              |                                              |                                         |                                          |                              |                                              |
| 169   | Dernière actualisation : — |                              |                              |                              |                                              |                                         |                                          |                              |                                              |

### Lignes 201 à 205
| Ligne | Caractéristiques | Caractéristiques                                | Caractéristiques                                | Caractéristiques                                | Caractéristiques                                            | Caractéristiques                                | Caractéristiques                                | Caractéristiques                                | Caractéristiques                                |
| 201   | Malepère ⥋ Varennes En Clavié | Malepère ⥋ Varennes En Clavié                   | Malepère ⥋ Varennes En Clavié                   | Malepère ⥋ Varennes En Clavié                   | Malepère ⥋ Varennes En Clavié                               | Malepère ⥋ Varennes En Clavié                   | Malepère ⥋ Varennes En Clavié                   | Malepère ⥋ Varennes En Clavié                   | Malepère ⥋ Varennes En Clavié                   |
| ----- | --- | ----------------------------------------------- | ----------------------------------------------- | ----------------------------------------------- | ----------------------------------------------------------- | ----------------------------------------------- | ----------------------------------------------- | ----------------------------------------------- | ----------------------------------------------- |
| 201   | Ouverture / Fermeture 5 novembre 2018 / — | Longueur 28,4 km                                | Durée 42 min                                    | Nb. d’arrêts 25                                 | Matériel Mercedes Benz Sprinter City 35 Isuzu Novocity Life | Jours de fonctionnement L, Ma, Me, J, V         | Jour / Soir / Nuit / Fêtes O / N / N / N        | Voy. / an 22 780 (2 024)                        | Exploitant Alcis Ramonville                     |
| 201   | Desserte : Toulouse, Saint-Orens-de-Gameville, Auzielle, Lauzerville, Odars, Fourquevaux, Labastide-Beauvoir, Varennes - Arrêt de bus structurant desservi : Malepère L9 Champs Pinsons L9 - Villes et lieux desservis : Toulouse (Malepère), Saint-Orens-de-Gameville (Centre Commercial, Mairie, Lycée Pierre-Paul Riquet), Auzielle (Mairie), Lauzerville (Église, Mairie), Odars (Mairie), Fourquevaux (Église, Mairie, Cimetière), Labastide-Beauvoir (Mairie, Église), Varennes (École, Château, En Clavié).                                                                                                |                                                 |                                                 |                                                 |                                                             |                                                 |                                                 |                                                 |                                                 |
| 201   | Autre : - Amplitudes horaires : La ligne circule du lundi au vendredi de 6h30 à 20h45. Elle ne circule pas le samedi, le dimanche et les jours fériés. - Arrêts non accessibles aux PMR : - Dans les deux sens : Crouzet, Mairie Lauzerville, Le Broc, Bicinis, Cimetière Fourquevaux, Tiffaut, La Douce et En Blanc. - Direction Varennes En Clavié : La Vierge. - Direction Malepère : Mairie Saint-Orens, Église Lauzerville et Varennes En Calvié. - Histoire : Jusqu'au 4 novembre 2018, la ligne 201 était une ligne de TAD. - Date de dernière mise à jour : 27 septembre 2023.                            |                                                 |                                                 |                                                 |                                                             |                                                 |                                                 |                                                 |                                                 |
| 201   | Dernière actualisation : — |                                                 |                                                 |                                                 |                                                             |                                                 |                                                 |                                                 |                                                 |
| 202   | Castanet-Tolosan ⥋ Montbrun-Lauragais Roumieu | Castanet-Tolosan ⥋ Montbrun-Lauragais Roumieu   | Castanet-Tolosan ⥋ Montbrun-Lauragais Roumieu   | Castanet-Tolosan ⥋ Montbrun-Lauragais Roumieu   | Castanet-Tolosan ⥋ Montbrun-Lauragais Roumieu               | Castanet-Tolosan ⥋ Montbrun-Lauragais Roumieu   | Castanet-Tolosan ⥋ Montbrun-Lauragais Roumieu   | Castanet-Tolosan ⥋ Montbrun-Lauragais Roumieu   | Castanet-Tolosan ⥋ Montbrun-Lauragais Roumieu   |
| 202   | Ouverture / Fermeture 5 novembre 2018 / — | Longueur 12 km                                  | Durée 21 min                                    | Nb. d’arrêts 14                                 | Matériel Mercedes Benz Sprinter City 35                     | Jours de fonctionnement L, Ma, Me, J, V         | Jour / Soir / Nuit / Fêtes O / N / N / N        | Voy. / an 14 258 (2 024)                        | Exploitant Alcis Ramonville                     |
| 202   | Desserte : Castanet-Tolosan, Péchabou, Pompertuzat, Corronsac, Montbrun-Lauragais - Arrêt de bus structurant desservi : Castanet Tolosan L6 - Villes et lieux desservis : Castanet-Tolosan, Péchabou (Mairie, Église), Pompertuzat (Mairie), Corronsac (Église), Montbrun-Lauragais (Mairie, École). |                                                 |                                                 |                                                 |                                                             |                                                 |                                                 |                                                 |                                                 |
| 202   | Autre : - Amplitudes horaires : La ligne circule du lundi au vendredi de 6h25 à 19h25. Elle ne circule pas le samedi, le dimanche et les jours fériés. - Arrêts non accessibles aux PMR : - Dans les deux sens : La Place, La Tour, Centre Village et Claverie. - Direction Montbrun-Lauragais Roumieu : Place du Château, Mairie Pompertuzat et Lanes. - Direction Castanet-Tolosan : Le Merlet et Montbrun-Lauragais Roumieu. - Histoire : Jusqu'au 4 novembre 2018, la ligne 202 était une ligne de TAD. - Date de dernière mise à jour : 27 septembre 2023.                                                   |                                                 |                                                 |                                                 |                                                             |                                                 |                                                 |                                                 |                                                 |
| 202   | Dernière actualisation : — |                                                 |                                                 |                                                 |                                                             |                                                 |                                                 |                                                 |                                                 |
| 204   | Labège-Innopole Gare SNCF ⥋ Ayguesvives Collège | Labège-Innopole Gare SNCF ⥋ Ayguesvives Collège | Labège-Innopole Gare SNCF ⥋ Ayguesvives Collège | Labège-Innopole Gare SNCF ⥋ Ayguesvives Collège | Labège-Innopole Gare SNCF ⥋ Ayguesvives Collège             | Labège-Innopole Gare SNCF ⥋ Ayguesvives Collège | Labège-Innopole Gare SNCF ⥋ Ayguesvives Collège | Labège-Innopole Gare SNCF ⥋ Ayguesvives Collège | Labège-Innopole Gare SNCF ⥋ Ayguesvives Collège |
| 204   | Ouverture / Fermeture 5 novembre 2018 / — | Longueur 23,9 km                                | Durée 39 min                                    | Nb. d’arrêts 25                                 | Matériel Mercedes Benz Sprinter City 35                     | Jours de fonctionnement L, Ma, Me, J, V         | Jour / Soir / Nuit / Fêtes O / N / N / N        | Voy. / an 15 274 (2 024)                        | Exploitant Alcis Escalquens                     |
| 204   | Desserte : Labège, Escalquens, Belberaud, Montlaur, Baziège, Ayguesvives - Gares desservies : Gare de Labège-Innopole • Gare de Baziège - Villes et lieux desservis : Labège (Enova, Cinéma Occitane), Escalquens (ZAC de la Masquère, Cousquille), Belberaud (Mairie), Montlaur (Mairie, École), Baziège (Mairie, Église, ZA du Visenc École), Ayguesvives (École, Collège Jean-Paul Laurens). |                                                 |                                                 |                                                 |                                                             |                                                 |                                                 |                                                 |                                                 |
| 204   | Autre : - Amplitudes horaires : La ligne circule du lundi au vendredi de 6h40 à 20h50. Elle ne circule pas le samedi, le dimanche et les jours feriés. - Arrêts non accessibles aux PMR : - Dans les deux sens : Les Canavères, Le Rivel, Grande Rue, Las Puntos et Ourmets. - Direction Ayguesvives Collège : Mairie Belberaud, Paradis et Pradettes. - Histoire : Jusqu'au 4 novembre 2018, la ligne 204 était une ligne de TAD. - En 2021, 3 arrêts ont été créés sur l'itinéraire de la ligne 204, afin d'améliorer la desserte de la commune de Baziège. - Date de dernière mise à jour : 27 septembre 2023. |                                                 |                                                 |                                                 |                                                             |                                                 |                                                 |                                                 |                                                 |
| 204   | Dernière actualisation : — |                                                 |                                                 |                                                 |                                                             |                                                 |                                                 |                                                 |                                                 |
| 205   | Castanet-Tolosan ⥋ Ayguesvives Collège | Castanet-Tolosan ⥋ Ayguesvives Collège          | Castanet-Tolosan ⥋ Ayguesvives Collège          | Castanet-Tolosan ⥋ Ayguesvives Collège          | Castanet-Tolosan ⥋ Ayguesvives Collège                      | Castanet-Tolosan ⥋ Ayguesvives Collège          | Castanet-Tolosan ⥋ Ayguesvives Collège          | Castanet-Tolosan ⥋ Ayguesvives Collège          | Castanet-Tolosan ⥋ Ayguesvives Collège          |
| 205   | Ouverture / Fermeture 5 novembre 2018 / — | Longueur 14,9 km                                | Durée 27 min                                    | Nb. d’arrêts 17                                 | Matériel Mercedes Benz Sprinter City 35                     | Jours de fonctionnement L, Ma, Me, J, V         | Jour / Soir / Nuit / Fêtes O / N / N / N        | Voy. / an 32 827 (2 024)                        | Exploitant Alcis Ramonville                     |
| 205   | Desserte : Castanet-Tolosan, Péchabou, Pompertuzat, Deyme, Donneville, Montgiscard, Ayguesvives - Arrêt de bus structurant desservi : Castanet Tolosan L6 - Villes et lieux desservis : Castanet-Tolosan, Péchabou (Parc du Merlet), Pompertuzat (Route Nationale), Deyme (Mairie, École), Donneville (Mairie), Montgiscard (Mairie, Église, Gendarmerie, Centre Commercial), Ayguesvives (École, Collège Jean-Paul Laurens). |                                                 |                                                 |                                                 |                                                             |                                                 |                                                 |                                                 |                                                 |
| 205   | Autre : - Amplitudes horaires : La ligne circule du lundi au vendredi de 6h30 à 20h35. Elle ne circule pas le samedi, le dimanche et les jours feriés. - Arrêts non accessibles aux PMR : - Dans les deux sens : Ducharme, Les Violettes, Lotissement Les Canelles, Mairie Donneville, Bruxelles, Esplanade, Gendarmerie et Ourmets. - Direction Ayguesvives Collège : Granaillet et Le Moulin. - Direction Castanet-Tolosan : Le Merlet. - Histoire : Jusqu'au 4 novembre 2018, la ligne 205 était une ligne de TAD. - Date de dernière mise à jour : 27 septembre 2023.                                         |                                                 |                                                 |                                                 |                                                             |                                                 |                                                 |                                                 |                                                 |
| 205   | Dernière actualisation : — |                                                 |                                                 |                                                 |                                                             |                                                 |                                                 |                                                 |                                                 |

### Lignes 301 à 306
| Ligne | Caractéristiques | Caractéristiques                                | Caractéristiques                                | Caractéristiques                                | Caractéristiques                                | Caractéristiques                                | Caractéristiques                                | Caractéristiques                                | Caractéristiques                                |
| 301   | Muret Gare SNCF - Parvis ⥋ Muret Sans Soucis | Muret Gare SNCF - Parvis ⥋ Muret Sans Soucis    | Muret Gare SNCF - Parvis ⥋ Muret Sans Soucis    | Muret Gare SNCF - Parvis ⥋ Muret Sans Soucis    | Muret Gare SNCF - Parvis ⥋ Muret Sans Soucis    | Muret Gare SNCF - Parvis ⥋ Muret Sans Soucis    | Muret Gare SNCF - Parvis ⥋ Muret Sans Soucis    | Muret Gare SNCF - Parvis ⥋ Muret Sans Soucis    | Muret Gare SNCF - Parvis ⥋ Muret Sans Soucis    |
| ----- | --- | ----------------------------------------------- | ----------------------------------------------- | ----------------------------------------------- | ----------------------------------------------- | ----------------------------------------------- | ----------------------------------------------- | ----------------------------------------------- | ----------------------------------------------- |
| 301   | Ouverture / Fermeture 8 janvier 2018 / — | Longueur 4,8 km                                 | Durée 15 min                                    | Nb. d’arrêts 16                                 | Matériel Mercedes Benz Sprinter City 65         | Jours de fonctionnement L, Ma, Me, J, V, S      | Jour / Soir / Nuit / Fêtes O / N / N / N        | Voy. / an 103 272 (2 024)                       | Exploitant Transdev Occitanie Ouest Muret       |
| 301   | Desserte : Muret - Gare desservie : Gare de Muret - Ville et lieux desservis : Muret (Parc Jean Jaurès, Eglise Saint-Jean, Square A. Blaize, ZA Nord). |                                                 |                                                 |                                                 |                                                 |                                                 |                                                 |                                                 |                                                 |
| 301   | Autre : - Amplitudes horaires : La ligne circule du lundi au vendredi de 6h30 à 19h45 et le samedi de 9h à 18h15. Elle ne circule pas le dimanche et les jours fériés. - Arrêts non accessibles aux PMR : - Direction Muret Sans Soucis : Monès Del Pujol, Michelet, Z.A. Nord et Joffrery Nord. - Direction Muret Gare SNCF - Parvis : 3ème Régiment du Matériel. - Particularités : Cette ligne a été créée en remplacement du réseau TamTam. - Date de dernière mise à jour : 27 septembre 2023. |                                                 |                                                 |                                                 |                                                 |                                                 |                                                 |                                                 |                                                 |
| 301   | Dernière actualisation : — |                                                 |                                                 |                                                 |                                                 |                                                 |                                                 |                                                 |                                                 |
| 302   | Muret Gare SNCF - Parvis ⥋ Muret Salle Horizon | Muret Gare SNCF - Parvis ⥋ Muret Salle Horizon  | Muret Gare SNCF - Parvis ⥋ Muret Salle Horizon  | Muret Gare SNCF - Parvis ⥋ Muret Salle Horizon  | Muret Gare SNCF - Parvis ⥋ Muret Salle Horizon  | Muret Gare SNCF - Parvis ⥋ Muret Salle Horizon  | Muret Gare SNCF - Parvis ⥋ Muret Salle Horizon  | Muret Gare SNCF - Parvis ⥋ Muret Salle Horizon  | Muret Gare SNCF - Parvis ⥋ Muret Salle Horizon  |
| 302   | Ouverture / Fermeture 8 janvier 2018 / — | Longueur 4,4 km                                 | Durée 15 min                                    | Nb. d’arrêts 11                                 | Matériel Mercedes Benz Sprinter City 65         | Jours de fonctionnement L, Ma, Me, J, V, S      | Jour / Soir / Nuit / Fêtes O / N / N / N        | Voy. / an 89 424 (2 024)                        | Exploitant Transdev Occitanie Ouest Muret       |
| 302   | Desserte : Muret - Gare desservie : Gare de Muret - Ville et lieux desservis : Muret (Niel, Eglise Saint-Jacques, Centre Hospitalier de Muret, Salle Horizon Pyrénées). |                                                 |                                                 |                                                 |                                                 |                                                 |                                                 |                                                 |                                                 |
| 302   | Autre : - Amplitudes horaires : La ligne circule du lundi au vendredi de 6h30 à 19h45 et le samedi de 9h15 à 18h15. Elle ne circule pas le dimanche et les jours fériés. - Arrêts non accessibles aux PMR : - Direction Muret Salle Horizon : Mozart et 8 Mai 1945. - Particularités : Cette ligne a été créée en remplacement du réseau TamTam. - Date de dernière mise à jour : 27 septembre 2023.                                                                                                |                                                 |                                                 |                                                 |                                                 |                                                 |                                                 |                                                 |                                                 |
| 302   | Dernière actualisation : — |                                                 |                                                 |                                                 |                                                 |                                                 |                                                 |                                                 |                                                 |
| 303   | Muret Gare SNCF - Parvis ⥋ Muret Peyrusse | Muret Gare SNCF - Parvis ⥋ Muret Peyrusse       | Muret Gare SNCF - Parvis ⥋ Muret Peyrusse       | Muret Gare SNCF - Parvis ⥋ Muret Peyrusse       | Muret Gare SNCF - Parvis ⥋ Muret Peyrusse       | Muret Gare SNCF - Parvis ⥋ Muret Peyrusse       | Muret Gare SNCF - Parvis ⥋ Muret Peyrusse       | Muret Gare SNCF - Parvis ⥋ Muret Peyrusse       | Muret Gare SNCF - Parvis ⥋ Muret Peyrusse       |
| 303   | Ouverture / Fermeture 8 janvier 2018 / — | Longueur 2,4 km                                 | Durée 20 min                                    | Nb. d’arrêts 7                                  | Matériel Mercedes Benz Sprinter City 65         | Jours de fonctionnement L, Ma, Me, J, V, S      | Jour / Soir / Nuit / Fêtes O / N / N / N        | Voy. / an 45 571 (2 024)                        | Exploitant Transdev Occitanie Ouest Muret       |
| 303   | Desserte : Muret - Gare desservie : Gare de Muret - Ville et lieux desservis : Muret (Niel, Parc Clément Ader, Eglise Saint-Jacques, Lycée Pierre-d'Aragon, Peyrusse). |                                                 |                                                 |                                                 |                                                 |                                                 |                                                 |                                                 |                                                 |
| 303   | Autre : - Amplitudes horaires : La ligne circule du lundi au vendredi de 6h30 à 19h45 et le samedi de 9h à 18h15. Elle ne circule pas le dimanche et les jours fériés. - Arrêts non accessibles aux PMR : - Direction Muret Gare SNCF - Parvis :Muret Peyrusse. - Particularités : Cette ligne a été créée en remplacement du réseau TamTam. - Date de dernière mise à jour : 27 septembre 2023. |                                                 |                                                 |                                                 |                                                 |                                                 |                                                 |                                                 |                                                 |
| 303   | Dernière actualisation : — |                                                 |                                                 |                                                 |                                                 |                                                 |                                                 |                                                 |                                                 |
| 304   | Muret Gare SNCF - Cimetière ⥋ Muret Guyenne | Muret Gare SNCF - Cimetière ⥋ Muret Guyenne     | Muret Gare SNCF - Cimetière ⥋ Muret Guyenne     | Muret Gare SNCF - Cimetière ⥋ Muret Guyenne     | Muret Gare SNCF - Cimetière ⥋ Muret Guyenne     | Muret Gare SNCF - Cimetière ⥋ Muret Guyenne     | Muret Gare SNCF - Cimetière ⥋ Muret Guyenne     | Muret Gare SNCF - Cimetière ⥋ Muret Guyenne     | Muret Gare SNCF - Cimetière ⥋ Muret Guyenne     |
| 304   | Ouverture / Fermeture 8 janvier 2018 / — | Longueur 4 km                                   | Durée 10 min                                    | Nb. d’arrêts 10                                 | Matériel Mercedes Benz Sprinter City 65         | Jours de fonctionnement L, Ma, Me, J, V, S      | Jour / Soir / Nuit / Fêtes O / N / N / N        | Voy. / an 21 069 (2 024)                        | Exploitant Transdev Occitanie Ouest Muret       |
| 304   | Desserte : Muret - Gare desservie : Gare de Muret - Ville et lieux desservis : Muret (Cimetière, Lycée Charles De Gaulle, Guyenne). |                                                 |                                                 |                                                 |                                                 |                                                 |                                                 |                                                 |                                                 |
| 304   | Autre : - Amplitudes horaires : La ligne circule du lundi au vendredi de 6h30 à 19h45 et le samedi de 9h à 18h15. Elle ne circule pas le dimanche et les jours fériés. - Arrêts non accessibles aux PMR : - Direction Muret Guyenne : Père Brottier, Peyramont et Champagne. - Direction Muret Gare SNCF - Cimetière : Muret Guyenne. - Particularités : Cette ligne a été créée en remplacement du réseau TamTam. - Date de dernière mise à jour : 27 septembre 2023.                              |                                                 |                                                 |                                                 |                                                 |                                                 |                                                 |                                                 |                                                 |
| 304   | Dernière actualisation : — |                                                 |                                                 |                                                 |                                                 |                                                 |                                                 |                                                 |                                                 |
| 305   | Muret Gare SNCF - Parvis ⥋ Muret Côte des Bènes | Muret Gare SNCF - Parvis ⥋ Muret Côte des Bènes | Muret Gare SNCF - Parvis ⥋ Muret Côte des Bènes | Muret Gare SNCF - Parvis ⥋ Muret Côte des Bènes | Muret Gare SNCF - Parvis ⥋ Muret Côte des Bènes | Muret Gare SNCF - Parvis ⥋ Muret Côte des Bènes | Muret Gare SNCF - Parvis ⥋ Muret Côte des Bènes | Muret Gare SNCF - Parvis ⥋ Muret Côte des Bènes | Muret Gare SNCF - Parvis ⥋ Muret Côte des Bènes |
| 305   | Ouverture / Fermeture 8 janvier 2018 / — | Longueur 5,5 km                                 | Durée 16 min                                    | Nb. d’arrêts 14                                 | Matériel Mercedes Benz Sprinter City 65         | Jours de fonctionnement L, Ma, Me, J, V, S      | Jour / Soir / Nuit / Fêtes O / N / N / N        | Voy. / an 103 920 (2 024)                       | Exploitant Transdev Occitanie Ouest Muret       |
| 305   | Desserte : Muret - Gare desservie : Gare de Muret - Ville et lieux desservis : Muret (Square A. Blaize, Piscine Aqualudia, Clinique d'Occitanie, Côte des Bènes). |                                                 |                                                 |                                                 |                                                 |                                                 |                                                 |                                                 |                                                 |
| 305   | Autre : - Amplitudes horaires : La ligne circule du lundi au vendredi de 6h30 à 19h45 et le samedi de 9h15 à 18h30. Elle ne circule pas le dimanche et les jours fériés. - Arrêts non accessibles aux PMR : - Direction Muret Gare SNCF - Parvis : Muret C.A.M, Clinique d'Occitanie et Muret Côte des Bènes. - Particularités : Cette ligne a été créée en remplacement du réseau TamTam. - Date de dernière mise à jour : 27 septembre 2023.                                                      |                                                 |                                                 |                                                 |                                                 |                                                 |                                                 |                                                 |                                                 |
| 305   | Dernière actualisation : — |                                                 |                                                 |                                                 |                                                 |                                                 |                                                 |                                                 |                                                 |
| 306   | Muret Gare SNCF - Parvis ⥋ Muret C.A.M. | Muret Gare SNCF - Parvis ⥋ Muret C.A.M.         | Muret Gare SNCF - Parvis ⥋ Muret C.A.M.         | Muret Gare SNCF - Parvis ⥋ Muret C.A.M.         | Muret Gare SNCF - Parvis ⥋ Muret C.A.M.         | Muret Gare SNCF - Parvis ⥋ Muret C.A.M.         | Muret Gare SNCF - Parvis ⥋ Muret C.A.M.         | Muret Gare SNCF - Parvis ⥋ Muret C.A.M.         | Muret Gare SNCF - Parvis ⥋ Muret C.A.M.         |
| 306   | Ouverture / Fermeture 8 janvier 2018 / — | Longueur 4,5 km                                 | Durée 20 min                                    | Nb. d’arrêts 9                                  | Matériel Mercedes Benz Citaro C2 K              | Jours de fonctionnement L, Ma, Me, J, V         | Jour / Soir / Nuit / Fêtes O / N / N / N        | Voy. / an 12 357 (2 024)                        | Exploitant Transdev Occitanie Ouest Muret       |
| 306   | Desserte : Muret - Gare desservie : Gare de Muret - Ville et lieux desservis : Muret (Parc Clément Ader, Eglise Saint-Jacques, Lycée Pierre-d'Aragon). |                                                 |                                                 |                                                 |                                                 |                                                 |                                                 |                                                 |                                                 |
| 306   | Autre : - Amplitudes horaires : La ligne fonctionne uniquement les matins et les soirs du lundi au vendredi ainsi que le mercredi midi en période scolaire. - Arrêts non accessibles aux PMR : Tous les arrêts de cette ligne sont accessibles. - Particularités : Cette ligne a été créée en remplacement du réseau TamTam. - Date de dernière mise à jour : 27 septembre 2023. |                                                 |                                                 |                                                 |                                                 |                                                 |                                                 |                                                 |                                                 |
| 306   | Dernière actualisation : — |                                                 |                                                 |                                                 |                                                 |                                                 |                                                 |                                                 |                                                 |

### Lignes 310 à 318
| Ligne | Caractéristiques | Caractéristiques                                       | Caractéristiques                                       | Caractéristiques                                       | Caractéristiques                                                  | Caractéristiques                                       | Caractéristiques                                       | Caractéristiques                                       | Caractéristiques                                       |
| 310   | Muret Gare SNCF - Parvis ⥋ Muret Estantens Église | Muret Gare SNCF - Parvis ⥋ Muret Estantens Église      | Muret Gare SNCF - Parvis ⥋ Muret Estantens Église      | Muret Gare SNCF - Parvis ⥋ Muret Estantens Église      | Muret Gare SNCF - Parvis ⥋ Muret Estantens Église                 | Muret Gare SNCF - Parvis ⥋ Muret Estantens Église      | Muret Gare SNCF - Parvis ⥋ Muret Estantens Église      | Muret Gare SNCF - Parvis ⥋ Muret Estantens Église      | Muret Gare SNCF - Parvis ⥋ Muret Estantens Église      |
| ----- | --- | ------------------------------------------------------ | ------------------------------------------------------ | ------------------------------------------------------ | ----------------------------------------------------------------- | ------------------------------------------------------ | ------------------------------------------------------ | ------------------------------------------------------ | ------------------------------------------------------ |
| 310   | Ouverture / Fermeture 8 janvier 2018 / — | Longueur 7,5 km                                        | Durée 19 min                                           | Nb. d’arrêts 9                                         | Matériel Mercedes Benz Sprinter City 35                           | Jours de fonctionnement L, Ma, Me, J, V                | Jour / Soir / Nuit / Fêtes O / N / N / N               | Voy. / an 3 466 (2 024)                                | Exploitant Transdev Occitanie Ouest Muret              |
| 310   | Desserte : Muret - Gare desservie : Gare de Muret - Ville et lieux desservis : Muret (Parc Clément Ader, Eglise Sint-Jacques, Lycée Pierre d'Aragon, Estantens). |                                                        |                                                        |                                                        |                                                                   |                                                        |                                                        |                                                        |                                                        |
| 310   | Autre : - Amplitudes horaires : La ligne circule du lundi au vendredi de 5h50 à 20h20. Elle ne circule pas le samedi, le dimanche et les jours fériés. - Arrêts non accessibles aux PMR : - Direction Muret Gare SNCF - Parvis : Pierre Mendès-France, Baïolvilla et Muret Estantens Église. - Particularités : Cette ligne a été créée en remplacement du réseau TamTam. - Date de dernière mise à jour : 27 septembre 2023.                                                                                                  |                                                        |                                                        |                                                        |                                                                   |                                                        |                                                        |                                                        |                                                        |
| 310   | Dernière actualisation : — |                                                        |                                                        |                                                        |                                                                   |                                                        |                                                        |                                                        |                                                        |
| 311   | Muret Gare SNCF - Parvis ⥋ Portet Gare SNCF | Muret Gare SNCF - Parvis ⥋ Portet Gare SNCF            | Muret Gare SNCF - Parvis ⥋ Portet Gare SNCF            | Muret Gare SNCF - Parvis ⥋ Portet Gare SNCF            | Muret Gare SNCF - Parvis ⥋ Portet Gare SNCF                       | Muret Gare SNCF - Parvis ⥋ Portet Gare SNCF            | Muret Gare SNCF - Parvis ⥋ Portet Gare SNCF            | Muret Gare SNCF - Parvis ⥋ Portet Gare SNCF            | Muret Gare SNCF - Parvis ⥋ Portet Gare SNCF            |
| 311   | Ouverture / Fermeture 8 janvier 2018 / — | Longueur 18 km                                         | Durée 46 min                                           | Nb. d’arrêts 32                                        | Matériel Mercedes Benz Sprinter City 65                           | Jours de fonctionnement L, Ma, Me, J, V                | Jour / Soir / Nuit / Fêtes O / N / N / N               | Voy. / an 33 664 (2 024)                               | Exploitant Transdev Occitanie Ouest Muret              |
| 311   | Desserte : Muret, Villate, Pins-Justaret, Pinsaguel, Portet-sur-Garonne - Gares desservies : Gare de Muret, (TER Occitanie) • Gare de Pins-Justaret (TER Occitanie) • Gare de Portet-Saint-Simon, (TER Occitanie) - Arrêts de bus structurants desservis : Portet Gare SNCF L5 - Villes et lieux desservis : Muret (Parc Jean Jaurès), Villate (Mairie), Pins-Justaret (Stade), Pinsaguel (Mairie), Portet-sur-Garonne (Mairie, Eglise, Cimetière).                                                                            |                                                        |                                                        |                                                        |                                                                   |                                                        |                                                        |                                                        |                                                        |
| 311   | Autre : - Amplitudes horaires : La ligne circule du lundi au vendredi de 6h10 à 20h40 environ. Elle ne circule pas le samedi, le dimanche et les jours fériés. - Arrêts non accessibles aux PMR : - Dans les deux sens : Lespinasse, Cupidou, Mairie de Villate, Place René Loubet et La Clé. - Direction Portet Gare SNCF : Monès Del Pujol. - Direction Muret Gare SNCF - Parvis : Commune. - Particularités : Cette ligne a été créée en remplacement du réseau TamTam. - Date de dernière mise à jour : 27 septembre 2023. |                                                        |                                                        |                                                        |                                                                   |                                                        |                                                        |                                                        |                                                        |
| 311   | Dernière actualisation : — |                                                        |                                                        |                                                        |                                                                   |                                                        |                                                        |                                                        |                                                        |
| 312   | Muret Gare SNCF - Cimetière ⥋ Saint-Clar Mairie | Muret Gare SNCF - Cimetière ⥋ Saint-Clar Mairie        | Muret Gare SNCF - Cimetière ⥋ Saint-Clar Mairie        | Muret Gare SNCF - Cimetière ⥋ Saint-Clar Mairie        | Muret Gare SNCF - Cimetière ⥋ Saint-Clar Mairie                   | Muret Gare SNCF - Cimetière ⥋ Saint-Clar Mairie        | Muret Gare SNCF - Cimetière ⥋ Saint-Clar Mairie        | Muret Gare SNCF - Cimetière ⥋ Saint-Clar Mairie        | Muret Gare SNCF - Cimetière ⥋ Saint-Clar Mairie        |
| 312   | Ouverture / Fermeture 8 janvier 2018 / — | Longueur 12,6 km                                       | Durée 22 min                                           | Nb. d’arrêts 9                                         | Matériel Mercedes Benz Citaro C2 K Mercedes Benz Sprinter City 35 | Jours de fonctionnement L, Ma, Me, J, V                | Jour / Soir / Nuit / Fêtes O / N / N / N               | Voy. / an 18 413 (2 024)                               | Exploitant Transdev Occitanie Ouest Muret              |
| 312   | Desserte : Muret, Labastidette, Saint-Clar-de-Rivière - Gare desservie : Gare de Muret - Villes et lieux desservis : Muret, Labastidette (Mairie), Saint-Clar-de-Rivière (Mairie). |                                                        |                                                        |                                                        |                                                                   |                                                        |                                                        |                                                        |                                                        |
| 312   | Autre : - Amplitudes horaires : La ligne circule du lundi au vendredi de 5h40 à 20h30. Elle ne circule pas le samedi, le dimanche et les jours fériés. - Arrêts non accessibles aux PMR : - Dans les deux sens : Mairie de Labastidette, Denton et Cabanac. - Particularités : Cette ligne a été créée en remplacement du réseau TamTam. - Date de dernière mise à jour : 27 septembre 2023. |                                                        |                                                        |                                                        |                                                                   |                                                        |                                                        |                                                        |                                                        |
| 312   | Dernière actualisation : — |                                                        |                                                        |                                                        |                                                                   |                                                        |                                                        |                                                        |                                                        |
| 313   | Muret Gare SNCF - Cimetière ⥋ Le Fauga La Carrère | Muret Gare SNCF - Cimetière ⥋ Le Fauga La Carrère      | Muret Gare SNCF - Cimetière ⥋ Le Fauga La Carrère      | Muret Gare SNCF - Cimetière ⥋ Le Fauga La Carrère      | Muret Gare SNCF - Cimetière ⥋ Le Fauga La Carrère                 | Muret Gare SNCF - Cimetière ⥋ Le Fauga La Carrère      | Muret Gare SNCF - Cimetière ⥋ Le Fauga La Carrère      | Muret Gare SNCF - Cimetière ⥋ Le Fauga La Carrère      | Muret Gare SNCF - Cimetière ⥋ Le Fauga La Carrère      |
| 313   | Ouverture / Fermeture 8 janvier 2018 / — | Longueur 15,9 km                                       | Durée 26 min                                           | Nb. d’arrêts 12                                        | Matériel Mercedes Benz Sprinter City 65                           | Jours de fonctionnement L, Ma, Me, J, V                | Jour / Soir / Nuit / Fêtes O / N / N / N               | Voy. / an 24 489 (2 024)                               | Exploitant Transdev Occitanie Ouest Muret              |
| 313   | Desserte : Muret, Saint-Hilaire, Lavernose-Lacasse, Le Fauga - Gare desservie : Gare de Muret - Villes et lieux desservis : Muret (Ox, Eglise d'Ox), Saint-Hilaire (Mairie),Lavernose-Lacasse (Mairie), Le Fauga (Cimetière). |                                                        |                                                        |                                                        |                                                                   |                                                        |                                                        |                                                        |                                                        |
| 313   | Autre : - Amplitudes horaires : La ligne circule du lundi au vendredi de 5h30 à 20h30. Elle ne circule pas le samedi, le dimanche et les jours fériés. - Arrêts non accessibles aux PMR : - Dans les deux sens : Mairie de Lavernose et Cazalères. - Direction Muret Gare SNCF - Cimetière : Ox Église. - Particularités : Cette ligne a été créée en remplacement du réseau TamTam. - Date de dernière mise à jour : 27 septembre 2023.                                                                                       |                                                        |                                                        |                                                        |                                                                   |                                                        |                                                        |                                                        |                                                        |
| 313   | Dernière actualisation : — |                                                        |                                                        |                                                        |                                                                   |                                                        |                                                        |                                                        |                                                        |
| 314   | Muret Gare SNCF - Parvis ⥋ Eaunes Z.A.C. du Mandarin | Muret Gare SNCF - Parvis ⥋ Eaunes Z.A.C. du Mandarin   | Muret Gare SNCF - Parvis ⥋ Eaunes Z.A.C. du Mandarin   | Muret Gare SNCF - Parvis ⥋ Eaunes Z.A.C. du Mandarin   | Muret Gare SNCF - Parvis ⥋ Eaunes Z.A.C. du Mandarin              | Muret Gare SNCF - Parvis ⥋ Eaunes Z.A.C. du Mandarin   | Muret Gare SNCF - Parvis ⥋ Eaunes Z.A.C. du Mandarin   | Muret Gare SNCF - Parvis ⥋ Eaunes Z.A.C. du Mandarin   | Muret Gare SNCF - Parvis ⥋ Eaunes Z.A.C. du Mandarin   |
| 314   | Ouverture / Fermeture 8 janvier 2018 / — | Longueur 8,3 km                                        | Durée 20 min                                           | Nb. d’arrêts 14                                        | Matériel Mercedes Benz Sprinter City 65                           | Jours de fonctionnement L, Ma, Me, J, V                | Jour / Soir / Nuit / Fêtes O / N / N / N               | Voy. / an 26 424 (2 024)                               | Exploitant Transdev Occitanie Ouest Muret              |
| 314   | Desserte : Muret, Eaunes - Gare desservie : Gare de Muret - Villes et lieux desservis : Muret (Parc Clément Ader, Eglise Saint-Jacques), Eaunes (ZAC du Mandarin). |                                                        |                                                        |                                                        |                                                                   |                                                        |                                                        |                                                        |                                                        |
| 314   | Autre : - Amplitudes horaires : La ligne circule du lundi au vendredi de 6h à 20h30. Elle ne circule pas le samedi, le dimanche et les jours fériés. - Arrêts non accessibles aux PMR : - Dans les deux sens : La Petite Maymie et La Croix Blanche 1. - Direction Eaunes Z.A.C du Mandarin : Jean Lestrade - Direction Muret Gare SNCF - Parvis : Moulin d'Augé - Particularités : Cette ligne a été créée en remplacement du réseau TamTam. - Date de dernière mise à jour : 27 septembre 2023.                              |                                                        |                                                        |                                                        |                                                                   |                                                        |                                                        |                                                        |                                                        |
| 314   | Dernière actualisation : — |                                                        |                                                        |                                                        |                                                                   |                                                        |                                                        |                                                        |                                                        |
| 315   | Muret Gare SNCF - Cimetière ⥋ Saint-Lys Z.A. du Boutet | Muret Gare SNCF - Cimetière ⥋ Saint-Lys Z.A. du Boutet | Muret Gare SNCF - Cimetière ⥋ Saint-Lys Z.A. du Boutet | Muret Gare SNCF - Cimetière ⥋ Saint-Lys Z.A. du Boutet | Muret Gare SNCF - Cimetière ⥋ Saint-Lys Z.A. du Boutet            | Muret Gare SNCF - Cimetière ⥋ Saint-Lys Z.A. du Boutet | Muret Gare SNCF - Cimetière ⥋ Saint-Lys Z.A. du Boutet | Muret Gare SNCF - Cimetière ⥋ Saint-Lys Z.A. du Boutet | Muret Gare SNCF - Cimetière ⥋ Saint-Lys Z.A. du Boutet |
| 315   | Ouverture / Fermeture 8 janvier 2018 / — | Longueur 22,6 km                                       | Durée 46 min                                           | Nb. d’arrêts 30                                        | Matériel Mercedes Benz Citaro C2 K                                | Jours de fonctionnement L, Ma, Me, J, V                | Jour / Soir / Nuit / Fêtes O / N / N / N               | Voy. / an 50 412 (2 024)                               | Exploitant Transdev Occitanie Ouest Muret              |
| 315   | Desserte : Muret, Seysses, Fonsorbes, Saint-Lys - Gares desservie : Gare de Muret - Villes et lieux desservis : Muret (Lycée Charles De Gaulle), Seysses (Prison, ZI La Piche), Fonsorbes (Mairie, Lycée Clémence Royer), Saint-Lys (Piscine, ZA du Boutet). |                                                        |                                                        |                                                        |                                                                   |                                                        |                                                        |                                                        |                                                        |
| 315   | Autre : - Amplitudes horaires : La ligne circule du lundi au vendredi de 5h50 à 20h10. Elle ne circule pas le samedi, le dimanche et les jours fériés. - Arrêts non accessibles aux PMR : - Direction Saint-Lys Z.A du Boutet : Père Brottier. - Direction Muret Gare SNCF - Cimetière : Seysses Gay. - Particularités : Cette ligne a été créée en remplacement du réseau TamTam. - Date de dernière mise à jour : 27 septembre 2023.                                                                                         |                                                        |                                                        |                                                        |                                                                   |                                                        |                                                        |                                                        |                                                        |
| 315   | Dernière actualisation : — |                                                        |                                                        |                                                        |                                                                   |                                                        |                                                        |                                                        |                                                        |
| 316   | Muret Gare SNCF - Parvis ⥋ Portet Gare SNCF | Muret Gare SNCF - Parvis ⥋ Portet Gare SNCF            | Muret Gare SNCF - Parvis ⥋ Portet Gare SNCF            | Muret Gare SNCF - Parvis ⥋ Portet Gare SNCF            | Muret Gare SNCF - Parvis ⥋ Portet Gare SNCF                       | Muret Gare SNCF - Parvis ⥋ Portet Gare SNCF            | Muret Gare SNCF - Parvis ⥋ Portet Gare SNCF            | Muret Gare SNCF - Parvis ⥋ Portet Gare SNCF            | Muret Gare SNCF - Parvis ⥋ Portet Gare SNCF            |
| 316   | Ouverture / Fermeture 8 janvier 2018 / — | Longueur 19,1 km                                       | Durée 47 min                                           | Nb. d’arrêts 33                                        | Matériel Mercedes Benz Sprinter City 65                           | Jours de fonctionnement L, Ma, Me, J, V                | Jour / Soir / Nuit / Fêtes O / N / N / N               | Voy. / an 42 428 (2 024)                               | Exploitant Transdev Occitanie Ouest Muret              |
| 316   | Desserte : Muret, Villate, Labarthe-sur-Lèze, Pins-Justaret, Pinsaguel, Portet-sur-Garonne - Arrêts de bus structurants desservis : Portet Gare SNCF L5 - Gares desservies : Gare de Muret, Gare de Portet-Saint-Simon, Gare de Pins-Justaret - Villes et lieux desservis : Muret (Parc Jean Jaurès), Villate, Labarthe-sur-Lèze (Village), Pins-Justaret, Pinsaguel (Mairie), Portet-sur-Garonne. |                                                        |                                                        |                                                        |                                                                   |                                                        |                                                        |                                                        |                                                        |
| 316   | Autre : - Amplitudes horaires : La ligne circule du lundi au vendredi de 5h40 à 20h45. Elle ne circule pas le samedi, le dimanche et les jours fériés. - Arrêts non accessibles aux PMR : - Dans les deux sens : Lespinasse, Cupidou et L'Ayguière. - Direction Portet Gare SNCF : Bescourade, Campanules et Collège de Labarthe. - Direction Muret Gare SNCF - Parvis : Commune. - Particularités : Cette ligne a été créée en remplacement du réseau TamTam. - Date de dernière mise à jour : 27 septembre 2023.             |                                                        |                                                        |                                                        |                                                                   |                                                        |                                                        |                                                        |                                                        |
| 316   | Dernière actualisation : — |                                                        |                                                        |                                                        |                                                                   |                                                        |                                                        |                                                        |                                                        |
| 317   | Muret Gare SNCF - Parvis ⥋ Portet Gare SNCF | Muret Gare SNCF - Parvis ⥋ Portet Gare SNCF            | Muret Gare SNCF - Parvis ⥋ Portet Gare SNCF            | Muret Gare SNCF - Parvis ⥋ Portet Gare SNCF            | Muret Gare SNCF - Parvis ⥋ Portet Gare SNCF                       | Muret Gare SNCF - Parvis ⥋ Portet Gare SNCF            | Muret Gare SNCF - Parvis ⥋ Portet Gare SNCF            | Muret Gare SNCF - Parvis ⥋ Portet Gare SNCF            | Muret Gare SNCF - Parvis ⥋ Portet Gare SNCF            |
| 317   | Ouverture / Fermeture 8 janvier 2018 / — | Longueur 17,2 km                                       | Durée 39 min                                           | Nb. d’arrêts 28                                        | Matériel Mercedes Benz Sprinter City 65                           | Jours de fonctionnement L, Ma, Me, J, V                | Jour / Soir / Nuit / Fêtes O / N / N / N               | Voy. / an 32 711 (2 024)                               | Exploitant Transdev Occitanie Ouest Muret              |
| 317   | Desserte : Muret, Saubens, Roquettes, Pinsaguel, Portet-sur-Garonne - Gares desservies : Gare de Muret, Gare de Portet-Saint-Simon - Arrêts de bus structurants desservis : Portet Gare SNCF L5 - Villes et lieux desservis : Muret (Parc Jean Jaurès), Saubens (Mairie), Roquettes (Eglise, Cimetière), Pinsaguel (Mairie), Portet-sur-Garonne. |                                                        |                                                        |                                                        |                                                                   |                                                        |                                                        |                                                        |                                                        |
| 317   | Autre : - Amplitudes horaires : La ligne circule du lundi au vendredi de 5h30 à 21h. Elle ne circule pas le samedi, le dimanche et les jours fériés. - Arrêts non accessibles aux PMR : - Direction Muret Gare SNCF - Parvis : Chemin de Roquettes et Commune. - Particularités : Cette ligne a été créée en remplacement du réseau TamTam. - Date de dernière mise à jour : 27 septembre 2023. |                                                        |                                                        |                                                        |                                                                   |                                                        |                                                        |                                                        |                                                        |
| 317   | Dernière actualisation : — |                                                        |                                                        |                                                        |                                                                   |                                                        |                                                        |                                                        |                                                        |
| 318   | Muret Gare SNCF ⥋ Lamasquère Mairie | Muret Gare SNCF ⥋ Lamasquère Mairie                    | Muret Gare SNCF ⥋ Lamasquère Mairie                    | Muret Gare SNCF ⥋ Lamasquère Mairie                    | Muret Gare SNCF ⥋ Lamasquère Mairie                               | Muret Gare SNCF ⥋ Lamasquère Mairie                    | Muret Gare SNCF ⥋ Lamasquère Mairie                    | Muret Gare SNCF ⥋ Lamasquère Mairie                    | Muret Gare SNCF ⥋ Lamasquère Mairie                    |
| 318   | Ouverture / Fermeture 4 septembre 2023 / — | Longueur 8 km                                          | Durée 18 min                                           | Nb. d’arrêts 3                                         | Matériel Mercedes Benz Sprinter City                              | Jours de fonctionnement L, Ma, Me, J, V                | Jour / Soir / Nuit / Fêtes O / N / N / N               | Voy. / an 3 387 (2 024)                                | Exploitant Transdev Occitanie Ouest Muret              |
| 318   | Desserte : Muret, Lamasquère - Gares desservies : Gare de Muret - Villes et lieux desservis : Muret, Lamasquère (Mairie) |                                                        |                                                        |                                                        |                                                                   |                                                        |                                                        |                                                        |                                                        |
| 318   | Autre : - Amplitudes horaires : La ligne circule du lundi au vendredi de 6h45 à 9h40 et de 17h10 à 19h35, avec deux départs à la mi-journée (12h10 et 13h35). Elle ne circule pas le samedi, le dimanche et les jours fériés. - Arrêts non accessibles aux PMR : Tous les arrêts de cette ligne sont accessibles. - Particularités : Cette ligne sera créée à titre expérimental. - Date de dernière mise à jour : 27 septembre 2023.                                                                                          |                                                        |                                                        |                                                        |                                                                   |                                                        |                                                        |                                                        |                                                        |
| 318   | Dernière actualisation : — |                                                        |                                                        |                                                        |                                                                   |                                                        |                                                        |                                                        |                                                        |

### Lignes 320 à 321
| Ligne | Caractéristiques | Caractéristiques                     | Caractéristiques                     | Caractéristiques                     | Caractéristiques                     | Caractéristiques                           | Caractéristiques                         | Caractéristiques                     | Caractéristiques                          |
| 320   | Portet Gare SNCF ⥋ Muret Sans Soucis | Portet Gare SNCF ⥋ Muret Sans Soucis | Portet Gare SNCF ⥋ Muret Sans Soucis | Portet Gare SNCF ⥋ Muret Sans Soucis | Portet Gare SNCF ⥋ Muret Sans Soucis | Portet Gare SNCF ⥋ Muret Sans Soucis       | Portet Gare SNCF ⥋ Muret Sans Soucis     | Portet Gare SNCF ⥋ Muret Sans Soucis | Portet Gare SNCF ⥋ Muret Sans Soucis      |
| ----- | --- | ------------------------------------ | ------------------------------------ | ------------------------------------ | ------------------------------------ | ------------------------------------------ | ---------------------------------------- | ------------------------------------ | ----------------------------------------- |
| 320   | Ouverture / Fermeture 8 janvier 2018 / — | Longueur 8,1 km                      | Durée 20 min                         | Nb. d’arrêts 18                      | Matériel Mercedes Benz Sprinter City | Jours de fonctionnement L, Ma, Me, J, V, S | Jour / Soir / Nuit / Fêtes O / N / N / N | Voy. / an 58 559 (2 024)             | Exploitant Transdev Occitanie Ouest Muret |
| 320   | Desserte : Portet-sur-Garonne, Roques - Gare desservie : Gare de Portet-Saint-Simon, (TER Occitanie) - Arrêts de bus structurants desservis : Portet Gare SNCF L5 - Villes et lieux desservis : Portet-sur-Garonne, Roques (Mairie). |                                      |                                      |                                      |                                      |                                            |                                          |                                      |                                           |
| 320   | Autre : - Amplitudes horaires : La ligne circule du lundi au samedi de 6h10 à 20h50. Elle ne circule pas le dimanche et les jours fériés. - Arrêts non accessibles aux PMR : - Direction Muret Sans Soucis : Tilleuls. - Histoire : - Avant le 4 septembre 2023, la ligne 320 avait pour terminus Roques Charmes. - La ligne a été créée en 2018 pour pallier la suppression de la branche du 50 qui desservait originellement Roques. - Date de dernière mise à jour :' 27 septembre 2023.                                                                             |                                      |                                      |                                      |                                      |                                            |                                          |                                      |                                           |
| 320   | Dernière actualisation : — |                                      |                                      |                                      |                                      |                                            |                                          |                                      |                                           |
| 321   | Portet Gare SNCF ⥋ Frouzins Tréville | Portet Gare SNCF ⥋ Frouzins Tréville | Portet Gare SNCF ⥋ Frouzins Tréville | Portet Gare SNCF ⥋ Frouzins Tréville | Portet Gare SNCF ⥋ Frouzins Tréville | Portet Gare SNCF ⥋ Frouzins Tréville       | Portet Gare SNCF ⥋ Frouzins Tréville     | Portet Gare SNCF ⥋ Frouzins Tréville | Portet Gare SNCF ⥋ Frouzins Tréville      |
| 321   | Ouverture / Fermeture 2 janvier 2023 / — | Longueur 10,3 km                     | Durée 27 min                         | Nb. d’arrêts 19                      | Matériel Mercedes Benz Sprinter City | Jours de fonctionnement L, Ma, Me, J, V    | Jour / Soir / Nuit / Fêtes O / N / N / N | Voy. / an 15 803 (2 024)             | Exploitant Transdev Occitanie Ouest Muret |
| 321   | Desserte : Portet-sur-Garonne, Cugnaux, Frouzins - Gare desservie : Gare de Portet-Saint-Simon, (TER Occitanie) - Arrêts de bus structurants desservis : Portet Gare SNCF L5 • Collège Picasso L11 - Villes et lieux desservis : Portet-sur-Garonne (Gare, ZI Bois Vert), Cugnaux (Complexe Sportif, Mairie), Frouzins (Centre Commercial, Écoles Pierre et Marie Curie, Collège Picasso, Complexe Sportif, quartier de Tréville). |                                      |                                      |                                      |                                      |                                            |                                          |                                      |                                           |
| 321   | Autre : - Amplitudes horaires : La ligne circulera du lundi au vendredi de 7h00 à 20h25 avec une fréquence entre 30 et 45 minutes en heure de pointe et avec deux passages supplémentaires en milieu de journée. Elle ne circule pas les samedis, les dimanches et les jours fériés. - Arrêts non accessibles aux PMR : - Direction Frouzins Tréville : Palarin. - Particularités : La ligne 321 constitue une transversale du sud-ouest de l'agglomération. Elle relie perpendiculairement les lignes L5L11 49588587. - Date de dernière mise à jour : 2 janvier 2023. |                                      |                                      |                                      |                                      |                                            |                                          |                                      |                                           |
| 321   | Dernière actualisation : — |                                      |                                      |                                      |                                      |                                            |                                          |                                      |                                           |